# 대장 (군사)
대장 (大將/육군, 공군, 해병대 : general/해군, 해안경비대 : admiral)은 군대 계급 중 하나로, 중장의 위, 원수의 아래에 위치한다. 
현재 대부분의 군대에서 실질적으로 가장 높은 계급으로, 현재 대한민국 국군 대장은 7.5명이다. 
- 합동참모의장

- 합동참모차장: 대장인 경우도 있고 중장인 경우도 있다.

- 육 · 해 · 공군참모총장
- 한미연합군사령부 부사령관
- 지상작전사령관, 제2작전사령관

## 진급
다른 계급하고는 달리 대장은 진급하기 위한 조건이 매우 까다로우며 진급 난이도도 매우 높다. 
김영삼 정부 당시에는 소위로 임관하면 중장까지 소대장이나 그에 상응하는 지휘보직을 모두 이수해야 하며 소대장, 중대장, 대위급 참모, 소령급 참모, 대대장, 중령급 참모, 연대장, 사단 참모장, 사단장, 군단 참모장, 군단장을 모두 거쳐야 대장에 진급할 수 있는 최소한의 조건이 성립되었었다. 현재는 장성급 장교로서 이수할 수 있는 지휘관 보직 중에서(여단장, 사단장, 군단장) 하나만 이수해도 된다. 한 개는 반드시 이수해야 하는 이유는 그래도 대한민국 국군에서 가장 높은 계급인데 대규모 부대를 지휘한 적이 없다면 말이 안 되기 때문이며 장성급 장교가 지휘관이 되면 기본 1,000명 이상의 병력을 지휘하도록 되어 있다.
또한 병과가 보병일 경우 특전사 경력이 있어야 하고, 포병일 경우 포대장 경력 2회를 이수해야 한다. 
과거에는 소위 및 중위 시절 특전사 부중대장을 지냈으면 소대장 경력이 없기 때문에 대장 진급 자격이 주어지지 않으며 그 때문에 대장으로 진급한 장성들의 이력을 보면 주로 지휘 보직이 적은 소령 계급 시절에 특전사를 역임했다.
하지만 이는 과거 하나회가 보직을 수행하는 둥 마는 둥 하면서 대충 빠른 속도로 진급해서 군 상층부의 지휘부실로 이어졌으며 이 때문에 김영삼 정부에서 '필수보직'이라는 것을 만들어 통제했으나 현재는 하나회 같이, 진급으로 장난을 치는 일이 없어졌으므로 이런 제한을 크게 두지 않게 되었다. 하지만, 그렇다 하더라도 장성급 장교로 진급한 이후 전투 부대의 지휘관(사단장 또는 군단장)을 한 번이라도 역임해야 대장에 진급할 수 있다. 이렇게 하지 않으면 지휘관 기피 현상이 발생하기 때문이다. 특히 제22보병사단의 경우, 별들의 무덤으로 불리울 정도로 지휘가 어렵기로 악명 높아 소대장부터 사단장에 이르기까지 계속 보직해임을 당해서 장성급 장교들이 기피하는 부대이다.
해군의 경우 정장에다 함장, 공군은 비행단장 보직을 이수해야 한다.
이유인 즉, 대장은 대한민국 국군에서는 가장 높은 계급이며 합동참모의장으로서 기능을 수행해야 할 수도 있기 때문에 적어도 자신의 병과가 갈 수 있는 곳은 다 거쳐야 한다.
이 계급은 특수성이 매우 높아서 대통령의 의견이 매우 크게 반영된다. 그 때문에 대장까지 진급했다면 뛰어난 능력과 더불어 해당 정권의 대통령에게 인정받은 것이다. 
대장 계급이 대통령에게 인정받아야 유지될 수 있다는 점은 미군 역시 마찬가지인데 실제로도 버락 오바마 미국 대통령은 스탠리 매크리스털 대장을 대장 계급만 유지시키는 최소한의 선에서 현역부적합 전역 조치시켰다. 
미군의 경우 중장 이상의 군인은 해당 계급을 3년 이상 달고 있어야 계급이 유지되며 3년을 못채울 경우 해당 계급보다 하나 아래의 계급으로 자동강등 처리되기 때문이다.

## 혜택
군에서 가장 높은 계급인 대장의 많은 혜택. 
- 높은 급여 : 대장의 월급은 2022년 기준 865만 원 정도로, 이는 준장보다 약 1.7배 많은 수준이다. 이 밖에도 정근수당, 관리업무수당, 직급보조비, 자녀교육비 등의 수당을 받는다.
- 의전 서열 : 4성 장군은 군 내 의전 서열 2위로 국방부 장관 바로 다음이다. 부대 방문시 예포 19발로 환영을 받는다.
- 전용 차량 지급 : 지휘관 전용 지프차 이외에도 3,800cc급 승용차가 지급된다. 또한 이동 시에 군용헬기나 항공기를 이용할 수 있다.
- 관사 : 대장으로 진급하면 약 200평 정도의 관사를 지급받는다. 4성 장군의 관사는 보안상 지도에 표시되지 않는다.
- 정계 진출 : 대장으로 제대할 경우 일단 국방장관 후보에 오르게 되며 각 정당에서 국회의원 후보로 공천 받는다.
- 국군복지단에서 운영하는 호텔, 콘도 등에는 1~2등급 객실이 항상 비어있다.
- 국립현충원 안장 : 4성 장군은 죽어서도 예우를 받는다. 4성 장군이 죽으면 현충원에 묻히게 되는데 현충원에 묻히는 일반 묘가 1평 정도인데 4성 장군의 묘는 8평이다.

## 계급장
육군, 해군, 공군 모두 4성 장성 (해병대의 경우 대장은 실존하지 않으며 해병대 최선임자인 해병대 사령관은 중장이다.)

| 장성 (將星) |             | 육군(포제 정장) | 육군(견장) | 육군(금속제) | 해군 | 해병대 | 공군 |
| 장성 (將星) | 대장 (大將) |                 |            |              |      |        |      |